# 十二人の怒れる男
『十二人の怒れる男』（じゅうににんのいかれるおとこ、12 Angry Men）は、1954年製作のアメリカのテレビドラマ及び、それを原案とする作品。原作はレジナルド・ローズ。「法廷もの」に分類されるサスペンスドラマであり、特に本作をリメイクした1957年の映画が有名で密室劇の金字塔として高く評価されている。ほとんどの出来事がたった一つの部屋を中心に繰り広げられており、「物語は脚本が面白ければ場所など関係ない」という説を体現する作品として引き合いに出されることも多い。日本では、アメリカの陪審制度の長所と短所を説明するものとして、よく引用される。
本作品の発端は、レジナルド・ローズが実際に殺人事件の陪審員を務めたことである。その約1ヶ月後には、本作の構想・執筆に取りかかったという。

## あらすじ
父親殺しの罪に問われた少年の裁判で、陪審員が評決に達するまで一室で議論する様子を描く。
法廷に提出された証拠や証言は被告人である少年に圧倒的に不利なものであり、陪審員の大半は少年の有罪を確信していた。全陪審員一致で有罪になると思われたところ、ただ一人、陪審員8番だけが少年の無罪を主張する。彼は他の陪審員たちに、固定観念に囚われずに証拠の疑わしい点を一つ一つ再検証することを要求する。
陪審員8番による疑問の喚起と熱意によって、当初は少年の有罪を信じきっていた陪審員たちの心にも徐々に変化が訪れる。

## 登場人物
陪審員1番
中学校の体育教師でフットボールのコーチ。陪審員長として議論を進行させる。
陪審員2番
銀行員。気弱だが慎重に無罪説に同意する。
陪審員3番
メッセンジャー会社経営者。息子との確執から感情的に有罪意見に固執する。
陪審員4番
株式仲介人。冷静沈着な性格で論理的に有罪意見を主張する。
陪審員5番
工場労働者。スラム育ちで、ナイフの使い方に関してその経験を述べる。
陪審員6番
塗装工の労働者。義理、人情に篤い。
陪審員7番
食品会社のセールスマン。裁判にまったく興味がない。ヤンキースの試合を観戦予定で時間ばかり気にしているが、夕立で試合が流れたため面倒くさくなり、早く議論を終わらせようと優勢な方に味方するようになる。
陪審員8番
建築家。検察の立証に疑念を抱く。最初から無罪を主張した唯一の人物。
陪審員9番
80前後の老人。8番の意見を聞いて最初に有罪意見を翻す。鋭い観察から証人の信頼性に疑問を投げる。
陪審員10番
居丈高な自動車修理工場経営者。貧困層への差別意識から有罪を主張。
陪審員11番
ユダヤ移民の時計職人。強い訛りがある。誠実で、陪審員としての責任感が強い。
陪審員12番
広告代理店宣伝マン。スマートで社交的だが軽薄な性格で、何度も意見を変える。

## テレビドラマ版
CBSの単発ドラマ番組枠『Westinghouse Studio One』（1948年 - 1958年、ウェスティングハウスの一社提供番組）の1エピソード（第7シーズンの第1回）として、1954年9月20日の22時00分 - 23時00分（EST）に放送された。タイトル表記は『Twelve Angry Men』。
放送当時はVTRが開発される以前であり、実用的な収録技術が無いことから、テレビドラマは生放送が普通であり、本作も生放送であった。演出は、当時CBS社員だったフランクリン・J・シャフナー。製作にあたっては放送時間の制約により、ローズが執筆したもともとの脚本から多くのセリフがカットされた。
このドラマは高評価を獲得し、後の映画版につながることとなる。また、プライムタイム・エミー賞において、脚本（レジナルド・ローズ）、演出監督（フランクリン・J・シャフナー）、最優秀男優（ロバート・カミングス）を受賞し、3冠に輝いた。他にもクリストファー賞、シルヴァニア賞も受賞した。

### キャスト
| 役名       | 俳優                       |
| ---------- | -------------------------- |
| 陪審員1番  | ノーマン・フェル           |
| 陪審員2番  | ジョン・ビール             |
| 陪審員3番  | フランチョット・トーン     |
| 陪審員4番  | ウォルター・エイベル       |
| 陪審員5番  | リー・フィリップス         |
| 陪審員6番  | バート・バーンズ           |
| 陪審員7番  | ポール・ハートマン         |
| 陪審員8番  | ロバート・カミングス       |
| 陪審員9番  | ジョセフ・スウィーニー     |
| 陪審員10番 | エドワード・アーノルド     |
| 陪審員11番 | ジョージ・ヴォスコヴェック |
| 陪審員12番 | ラーキン・フォード         |

### スタッフ
- 作：レジナルド・ローズ
- タイトル：ハワード・マンデル
- 美術：ウェス・ロウズ
- 舞台装置：ウィラード・レヴィタス
- ストーリー・エディター：フローレンス・ブリットン
- アソシエイト・プロデューサー：ウィリアム・M・アルトマン
- プロデューサー：フェリックス・ジャクソン
- 演出：フランクリン・J・シャフナー

### 映像の保存状況
前述のとおり、この作品は生放送であった。映像はキネコで記録されたが、当時の映像保存の技術・環境が不安定であったこともあり、CBSが保有していたキネコフィルムは前半部だけであった。そのため長い間、後半部分は喪失したものと考えられていた。
しかし、2003年に全編を収録したキネコフィルムが、弁護士Samuel Leibowitzの自宅で発見された。発見したのは、Samuelを取材していた、ヒストリー・チャンネルの記者Joseph Consentinoであった。このフィルムは後に、ペイリー・センター・フォー・メディア（旧テレビ・ラジオ博物館）に寄贈された。同年5月23日 - 7月6日に、ニューヨークとビバリーヒルズにて公開された。これにあわせて、映像のリマスタリングも施された。
2008年にはアメリカで、テレビシリーズ『Studio One』のDVDセットの一つとして、初のソフト化がされた。2010年には、同じく『Studio One』で放送されたレジナルド・ローズ作のドラマ『An Almanac of Liberty』とともにDVDソフトとして発売された。いずれも日本での発売予定はない。

## 映画版
1957年にリメイク映画が製作された。監督はシドニー・ルメット、主演はヘンリー・フォンダ。公開当時より評価が高く、2007年にはアメリカ国立フィルム登録簿に登録された。

## 関連作品

### その後の映像化

#### 12人の怒れる男 評決の行方
1997年8月17日にテレビ映画として、オリジナルと同じ脚本でリメイクされた作品。監督はウィリアム・フリードキン。MGMテレビジョン製作。上映時間は117分。作品自体高い評価を受けてプライムタイム・エミー賞 作品賞（テレビ映画部門）にノミネートされた。
ジャック・レモン、ジョージ・C・スコット、アーミン・ミューラー=スタールが出演。ジョージ・C・スコットは、この作品でゴールデングローブ賞助演男優賞を受賞している。他には、『CSI科学捜査班』のウィリアム・ピーターセン、『ギャラクティカ』のエドワード・ジェームズ・オルモス、『ザ・ソプラノズ 哀愁のマフィア』のジェームズ・ガンドルフィーニも出演している。
原題はオリジナルと同じだが、日本では1957年映画版と区別するために、上記のような副題を付してビデオソフトとして発売された。アメリカでは後にDVD化され、日本でも2011年10月に発売された。また日本では、2003年12月にNHKの総合テレビおよびBS2で放映された。

##### キャスト
| 役名       | 俳優                             | 日本語吹替 | 日本語吹替 | 日本語吹替 |
| 役名       | 俳優                             | NHK版      | VHS版      |            |
| ---------- | -------------------------------- | ---------- | ---------- | ---------- |
| 陪審員1番  | コートニー・B・ヴァンス          | 三波豊和   | 仲野裕     |            |
| 陪審員2番  | オジー・デイヴィス               | 坂口芳貞   | 青森伸     |            |
| 陪審員3番  | ジョージ・C・スコット            | 勝部演之   | 山内雅人   |            |
| 陪審員4番  | アーミン・ミューラー=スタール    | 稲垣隆史   | 小林恭治   |            |
| 陪審員5番  | ドリアン・ヘアウッド             | 郷田ほづみ | 楠大典     |            |
| 陪審員6番  | ジェームズ・ガンドルフィーニ     | 松井範雄   | 大川透     |            |
| 陪審員7番  | トニー・ダンザ                   | 山路和弘   | 石塚運昇   |            |
| 陪審員8番  | ジャック・レモン                 | 滝田裕介   | 穂積隆信   |            |
| 陪審員9番  | ヒューム・クローニン             | 田村錦人   | 真弓田一夫 |            |
| 陪審員10番 | ミケルティ・ウィリアムソン       | 楠大典     | 堀内賢雄   |            |
| 陪審員11番 | エドワード・ジェームズ・オルモス | 菅生隆之   | 宝亀克寿   |            |
| 陪審員12番 | ウィリアム・ピーターセン         | 内田直哉   | 伊藤和晃   |            |
| 裁判官     | メアリー・マクドネル             | 一柳みる   | 定岡小百合 |            |
| 守衛       | タイリース・アレン               | 鐘築建二   | 乃村健次   |            |
| 被告人     | ダグラス・スペイン               | 船木真人   |            |            |

- NHK版：初回放送2003年12月19日、20世紀FOXから発売されたDVDに収録。

演出：蕨南勝之、翻訳：石原千麻、調整：長井利親、効果：遠藤堯雄、プロデューサー：田中賢二（NHKエンタープライズ）、制作：小川眞紀子（ムービーテレビジョン）
- VHS版：ワーナー・ホーム・ビデオから発売されたVHSに収録

演出：加藤敏、翻訳：岸田恵子、調整：熊倉亨、編集：オムニバス・ジャパン、プロデューサー：尾谷アイコ（ワーナー・ホーム・ビデオ）、制作：ワーナー・ホーム・ビデオ／東北新社

#### 12人の怒れる男
原題は『12』。2007年に、ロシアの映画監督ニキータ・ミハルコフによって、時代・舞台設定を現代のロシアに置き換えて翻案・脚色された映画。監督は、陪審員2番として出演もしている。この作品は、ヴェネツィア国際映画祭金獅子賞やアカデミー外国語映画賞候補に選ばれるなど、世界的に高い評価を得ている。日本では2008年8月23日より公開された。

#### その他
- Ek Ruka Hua Faisla

1986年にインドで制作された、本作のリメイクであるテレビ映画。
- ザ・シンプソンズ

第5シーズン第20話「知りすぎていた少年」は本作をモチーフとしており、圧倒的に不利な状況にある被告を、評決が出るまではホテルでのルームサービスがタダになるという理由で陪審員に選ばれた主人公ホーマーは一貫して無罪だと主張する。

### 舞台化
原作者のレジナルド・ローズが、テレビドラマ版の翌年（1955年）に本作品を舞台用に脚色した。それ以来、広く上演されている。女性の役者がキャスティングされる場合、『12 Angry Jurors』（12人の怒れる陪審員）や『12 Angry Women』（12人の怒れる女）と改題されるなど、様々な脚色がされるケースもある。
1964年には、ロンドンにおいてレオ・ゲン主演で上演された。
1973年には、スペインのTelevision Española（TVE）のEstudio 1によって製作・放映された。このスペイン映像作品版は正確には舞台ではなく、スタジオ内で製作と撮影が行われたものである。アメリカ映画版でカットされたシーンやセリフを追加して113分となり、映画版より長い作品になった。映画版でカットされ、本作では追加された2つのシーンとして、以下に例をあげる。
- アパートの見取り図を調べる前の場面では、陪審員4番が「良かったら皆で犯行現場へ行って、四つん這いになりながら真相をかぎつけることもできる」と言うと、一同が笑い、陪審員8番が「私はかまいませんよ」と答える流れが付け加えられている。
- 老人がドアまで15秒で行き着くことができなかったことを立証した直後の場面では、陪審員3番のセリフがいくつか追加されている。以下、追加部分を太字で記述する。

「みな想像でしかない。俺はいままでばかげたことを見てきたけど、こんなもんじゃなかった。お前のたわごとのせいで、ここにいる十二人のうち数人のセンチメンタルな女性たちは心を突き動かされ、涙を流した。しかし俺は引っかかりはせんぞ。やつは有罪と言ったら有罪なんだ。昼のように明白で、水のように鮮明じゃないか。お前らいったいどうしたんだよ。やつが犯罪者だってわかりきってるくせに、ガス室（このスペイン舞台版では、ガスによる刑執行という設定に変更されている）になっちまえばいいんだ。われわれの任務は、やつを地獄に送ることなんだぞ。それがやつの宿命でもある。やつを滅ぼしてこそ世の中のためになる。わからんのか。」
1996年3月7日には、ハロルド・ピンターが脚色を行い、ブリストル・オールド・ヴィックで公演を行った。
2004年にはラウンドアバウト・シアター・カンパニーによって、ブロードウェイ公演が行われた。この公演で2005年に、ドラマデスク賞演劇リバイバル作品賞とトニー賞演劇リバイバル作品賞を受賞した。2007年 - 2008年には全米ツアーを実施した。
2009年には、レバノンの官僚たちが刑務所の状況について議論する設定に置き換えて翻案された『Twelve Angry Lebanese』（十二人の怒れるレバノン人）が、実際のレバノン人受刑者たちによって上演された。
日本では劇団東京演劇座が定期的に公演を行っている。俳優座プロデュース公演も繰返し上演されてきた。他の劇団でも度々上演されている人気の演目である。

### 日本での影響
額田やえ子の訳により、本作品のシナリオが日本語訳されている（初版：1979年、劇書房）。本作は日本でも広く舞台化されているが、そのほとんどは額田訳のシナリオをもとにしている。特に、2009年11月 - 12月には蜷川幸雄演出、中井貴一主演で、シアターコクーンにて上演された。
他の日本語訳版として酒井洋子の訳がある。この訳を基に、1988年より俳優座劇場プロデュースで上演されている。
また、本作品にインスピレーションを得て、筒井康隆作『12人の浮かれる男』や三谷幸喜作『12人の優しい日本人』、東野ひろあき作『十二人のおかしな大阪人』など、陪審制度に題材をとった戯曲が作られた。手塚治虫も1981年に漫画作品『七色いんこ』において「12人の怒れる男」と題した回を執筆している。ただし、本作とは逆に、主人公が他の陪審員の意見を覆して被告人を有罪にするという展開になっている。